# Bertrand Delanoë

Bertrand Delanoë, Mai 2007

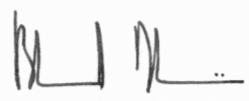
Unterschrift

Bertrand Delanoë [bɛʀˌtʀã dəlanɔˈe] (* 30. Mai 1950 in Tunis, Französisches Protektorat Tunesien) ist ein Politiker des Parti socialiste (PS), der Sozialistischen Partei Frankreichs. Vom 18. März 2001 bis 5. April 2014 war er Bürgermeister von Paris.

## Leben
Delanoë wuchs zunächst in Bizerte (Tunesien) auf. Beim Abzug der Franzosen anlässlich der tunesischen Unabhängigkeit kam Delanoë mit seiner Mutter nach Frankreich, wo sie anfangs im Département Aveyron lebten. Er studierte in Toulouse Jura und Wirtschaftswissenschaften und wurde im Alter von 23 Jahren zum Sekretär der sozialistischen Föderation des Aveyron gewählt. Der damalige erste Sekretär des Parti socialiste (PS), François Mitterrand, holte ihn Anfang der 1970er Jahre nach Paris, wo Delanoë zeitweise für die Parteizentrale arbeitete. In Paris entstand eine enge Zusammenarbeit mit Lionel Jospin.
Dem Stadtrat von Paris gehörte er erstmals nach den Kommunalwahlen 1977 an. 1981 wurde er als Vertreter eines Pariser Wahlkreises in die Nationalversammlung gewählt. Von 1981 bis 1983 war er Parteisprecher des PS.
Für die Parlamentswahl 1986 bewarb sich Delanoë in Avignon um eine Kandidatur, wurde aber nicht aufgestellt. Im selben Jahr gründete er eine Werbeagentur, die ihn wirtschaftlich von der Politik unabhängig machte. 1988 kandidierte er in Paris erneut bei den Wahlen zur Nationalversammlung, unterlag aber Alain Juppé.
1993 wurde er Vorsitzender der sozialistischen Fraktion im Pariser Stadtrat und damit „Oppositionsführer“. Bei den Kommunalwahlen 1995 war er „Spitzenkandidat“ des PS in Paris, unterlag aber deutlich gegen die von Jean Tiberi angeführte gemeinsame Liste von RPR und UDF. Im selben Jahr wurde er in den Senat gewählt und stand dort der Kommission für Ausländische Angelegenheiten und Verteidigung vor. Nach seiner Wahl zum Pariser Bürgermeister im März 2001 legte er das Senatorenamt nieder.
Delanoë wurde als erster Linker seit der Pariser Kommune (1871) Bürgermeister der Hauptstadt. Bei der Wahl profitierte er von der Spaltung der Konservativen in zwei Wahllisten; dadurch gelang es seinem Wahlbündnis, trotz eines leichten Rückstands bei den Wählerstimmen (etwa 4.000) eine deutliche Mehrheit der Mandate im Stadtrat zu gewinnen. Bei der Kommunalwahl 2008 gewann die von ihm geführte Linke mit knapp 58 Prozent der Stimmen im zweiten Wahlgang deutlich, und Delanoë wurde im Bürgermeisteramt bestätigt. Für die Kommunalwahlen 2014 kandidierte er nicht mehr.
Bertrand Delanoë galt als Favorit für die Wahl des Ersten Sekretärs des PS 2008, zog jedoch nach einer Niederlage bei der Abstimmung über das Arbeitsprogramm seine Kandidatur zugunsten von Martine Aubry zurück. Er galt auch als möglicher Kandidat für die Präsidentschaftswahl 2012, verzichtete aber auf eine Bewerbung bei den parteiinternen Vorwahlen.
Delanoë outete sich im November 1998 – vor seinem Antritt des Bürgermeisteramts – in einem Interviews mit dem Fernsehsender M6 als homosexuell. Er unterstützt öffentlich Aktionen der Pariser Schwulenbewegung. Unter anderem hob er die städtische finanzielle Unterstützung schwul-lesbischer Vereine wie Act-Up, le Centre Gay & Lesbien (CGL) und SOS Homophobie an. Alljährlich eröffnete er die Gay-Pride-Parade in Paris.
Delanoë ist Mitglied der Freimaurer.
Am 5. Oktober 2002 nahm er an der Nuit blanche in Paris teil. Dabei wurde er Opfer eines Messerangriffs. Der Attentäter, Azedine Berkane, soll gegenüber der Polizei erklärt haben, er hasse Politiker, den PS und Homosexuelle. Delanoë konnte nach zwei Wochen das Krankenhaus verlassen.
Bei der Bürgermeisterwahl am 30. März 2014 siegte seine „Wunschkandidatin“ und bisherige Stellvertreterin Anne Hidalgo (PS). Neben anderen war auch Nathalie Kosciusko-Morizet (UMP) angetreten.

## Politische Projekte
Ein spektakuläres Projekt Delanoës war die Olympiakandidatur von Paris im Jahr 2012, das jedoch gegen London verlor.
Er trat für eine Verringerung der Luftverschmutzung und des Autoverkehrs in Paris ein. Hierfür ließ er eine neue Straßenbahnlinie sowie ein Fahrradverleihsystem (Vélib’) einrichten; Vélib’ wurde 2011 durch ein Autoverleihsystem (Autolib’) ergänzt. Weitere Maßnahmen waren autofreie Tage und der Ausbau der Fahrradwege. Von 2013 an wurde ein 2,5 Kilometer langer Abschnitt des linken Seineufers vom Pont Royal zum Pont de l’Alma zur Fußgängerzone und Freizeitanlage, nachdem bereits am rechten Seineufer Abschnitte neu gestaltet worden waren (Projekt les berges). Auch das ab 2002 ungesetzte Projekt Paris-Plages diente der Verkehrsberuhigung und dem Freizeitwert des rechten Seineufers.
Im Bereich der Gesellschaftspolitik beschloss er den Bau von Sozialwohnungen und die Bereitstellung neuer Kinderkrippenplätze.
Weitere Projekte, die Delanoë verwirklichte, waren eine verbesserte Internetverbindung und die Verfügbarkeit von WLAN überall in Paris.

## Auszeichnungen
- 2006: Ehrendoktorwürde der Université du Québec à Montréal
- 2013 wurde ihm der mehrfarbige Orden der Aufgehenden Sonne am Band verliehen.[6]